# Liste der Landschaftsschutzgebiete im Landkreis Bad Tölz-Wolfratshausen
Im Landkreis Bad Tölz-Wolfratshausen gibt es 20 Landschaftsschutzgebiete. (Stand: November 2018)

## Liste
- Gebietsname: Amtliche Bezeichnung des Schutzgebietes
- Bild/Commons: Bild und Link zu weiteren Bildern aus dem Schutzgebiet
- LSG-ID: Amtliche Nummer des Schutzgebietes
- WDPA-ID: Link zum Eintrag des Schutzgebietes in der World Database on Protected Areas
- Wikidata: Link zum Wikidata-Eintrag des Schutzgebietes
- Ausweisung: Datum der Ausweisung als Schutzgebiet
- Gemeinde(n): Gemeinden, auf denen sich das Schutzgebiet befindet
- Lage: Geografischer Standort
- Fläche: Gesamtfläche des Schutzgebietes in Hektar
- Flächenanteil: Anteilige Flächen des Schutzgebietes in Landkreisen/Gemeinden, Angabe in % der Gesamtfläche
- Bemerkung: Besonderheiten und Anmerkungen

Bis auf die Spalte Lage sind alle Spalten sortierbar.
| Gebietsname | Bild/Commons   | LSG-ID       | WDPA-ID | Wikidata  | Ausweisung | Gemeinde(n) | Lage     | Fläche ha | Flächenanteil | Bemerkung          |
| --- | -------------- | ------------ | ------- | --------- | ---------- | ----------- | -------- | --------- | --- | ------------------ |
| Anordnung zum Schutz der Altenbergfilze in der Gemeinde Manhartshofen | weitere Bilder | LSG-00055.01 | 395483  | Q59643685 | 1955       |             | Position | 29,82     | Landkreis Bad Tölz-Wolfratshausen (100 %)                                                                                    |                    |
| Eglinger und Ascholdinger Filze | weitere Bilder | LSG-00326.01 | 395814  | Q59643530 | 1981       |             | Position | 59,02     | Landkreis Bad Tölz-Wolfratshausen (100 %)                                                                                    |                    |
| Großer Weiher (= Harmatinger Weiher) | weitere Bilder | LSG-00326.03 | 395816  | Q59643589 | 1981       |             | Position | 47,36     | Landkreis Bad Tölz-Wolfratshausen (100 %)                                                                                    |                    |
| Inschutznahme der Oberallmannshauser Filze als LSG im Bereich der Gemeinden Höhenrain und Münsing                                                                         | weitere Bilder | LSG-00206.01 | 395686  | Q59643489 | 1971       |             | Position | 73,57     | Landkreis Bad Tölz-Wolfratshausen (99,9 %)                                                                                   |                    |
| Landschaftsschutz für das Hochmoor bei der Schemeralm, Gemeinde Lenggries                                                                                                 |                | LSG-00005.01 | 395449  | Q59643745 | 1950       |             | Position | 22,97     | Landkreis Bad Tölz-Wolfratshausen (100 %)                                                                                    |                    |
| LSG Ebenbergfilze in der Gemeinde Dietramszell | weitere Bilder | LSG-00329.01 | 395819  | Q59643773 | 1982       |             | Position | 17,36     | Landkreis Bad Tölz-Wolfratshausen (100 %)                                                                                    |                    |
| LSG Isarauen | weitere Bilder | LSG-00202.01 | 395682  | Q59643836 | 1971       |             | Position | 1103,75   | Landkreis Bad Tölz-Wolfratshausen (100 %)                                                                                    |                    |
| LSG Ostufer Starnberger See bei Münsing | weitere Bilder | LSG-00425.01 | 395933  | Q59643442 | 1988       |             | Position | 85,64     | Landkreis Bad Tölz-Wolfratshausen (99,9 %)                                                                                   | Starnberger See    |
| LSG Schönberg in den Gemeinden Deining und Egling, jetzt Egling, Landkreis Bad Tölz-Wolfratshausen                                                                        | weitere Bilder | LSG-00264.01 | 395742  | Q59643750 | 1973       |             | Position | 213,57    | Landkreis Bad Tölz-Wolfratshausen (100 %)                                                                                    |                    |
| LSG Sylvensteinsee und oberes Isartal in den Gemeinden Lenggries und Jachenau                                                                                             | weitere Bilder | LSG-00341.01 | 395849  | Q59643565 | 1983       |             | Position | 5105,16   | Landkreis Bad Tölz-Wolfratshausen (99,9 %)                                                                                   |                    |
| LSG Walchensee | weitere Bilder | LSG-00492.01 | 396000  | Q59643643 | 1995       |             | Position | 3506,76   | Landkreis Bad Tölz-Wolfratshausen (100 %)                                                                                    |                    |
| Mooshamer Weiher | weitere Bilder | LSG-00326.02 | 395815  | Q59643558 | 1981       |             | Position | 53,12     | Landkreis Bad Tölz-Wolfratshausen (100 %)                                                                                    | mit Spatenbräufilz |
| Schutz eines Landschaftsteiles in der Gemeinde Jachenau, Hochmoor am Rauthof                                                                                              |                | LSG-00002.01 | 390713  | Q59643456 | 1949       |             | Position | 8,02      | Landkreis Bad Tölz-Wolfratshausen (100 %)                                                                                    |                    |
| Schutz von Landschaftsteilen im Bereich des sog. Bergl nordöstlich von Ramsau in der Gemeinde Oberbuchen, jetzt Bad Heilbrunn                                             |                | LSG-00098.01 | 395520  | Q59643847 | 1961       |             | Position | 1,01      | Landkreis Bad Tölz-Wolfratshausen (100 %)                                                                                    |                    |
| Schutz von Landschaftsteilen im Hirschbachtal | weitere Bilder | LSG-00214.01 | 395693  | Q59643846 | 1971       |             | Position | 1001,96   | Landkreis Bad Tölz-Wolfratshausen (100 %)                                                                                    |                    |
| Schutz von Landschaftsteilen im Isartal zwischen Icking und Königsdorf | weitere Bilder | LSG-00155.01 | 395625  | Q59643841 | 1968       |             | Position | 1037,65   | Landkreis Bad Tölz-Wolfratshausen (100 %)                                                                                    |                    |
| Schutz von Landschaftsteilen in der Gemeinde Dietramszell (Kreuzbichl) | weitere Bilder | LSG-00527.01 | 396060  | Q59651115 | 1998       |             | Position | 49,09     | Landkreis Bad Tölz-Wolfratshausen (100 %)                                                                                    |                    |
| Stellung der Rothenrainer Moore, Gemeinde Unterfischbach, unter Landschaftsschutz                                                                                         |                | LSG-00065.01 | 395490  | Q59643777 | 1955       |             | Position | 166,2     | Landkreis Bad Tölz-Wolfratshausen (100 %)                                                                                    |                    |
| Stellung des Auerfilzes mit Karpfseen, Gemeinde Schönrain, unter Landschaftsschutz                                                                                        | weitere Bilder | LSG-00066.01 | 395491  | Q59242010 | 1955       |             | Position | 90,27     | Landkreis Bad Tölz-Wolfratshausen (100 %)                                                                                    | Karpfseen          |
| Verordnung des Bezirks Oberbayern über den Schutz von Landschaftsteilen entlang der Isar in den Landkreisen Bad-Tölz-Wolfratshausen, München, Freising und Erding als LSG | weitere Bilder | LSG-00384.01 | 395892  | Q59643434 | 1986       |             | Position | 8931,65   | Landkreis Bad Tölz-Wolfratshausen (7,2 %), Landkreis Erding (4,0 %), Landkreis Freising (52,8 %), Landkreis München (36,0 %) |                    |